# الفاظ الادویه
الفاظ الادویه کتابی در حوزۀ پزشکی سنتی به نویسندگی محمدبن‌عبدالله عین‌الملک‌شیرازی است. کتاب حاضر، حاوی اسامی بعضی داروها به زبان‌های فارسی، عربی، هندی، یونانی، ترکی، بربری، اندلسی و عبری است که شامل سه قسمت مقدمه، نتیجه و خاتمه است. مقدمه به بیان علامات تصحیح اعراب، بیان علامات زبان هر دیار، تحقیق طبایع و درجات آن و علاماتی که منسوب به آن است و ذکر محملی از دوا به طبع و درجه و قوت، مختار، شربت و مصلح، بدل دوا و علامات آن می‌پردازد. در بخش نتیجه به ذکر الفاظ دوا و بیان علامات آن اشاره شده است و در خاتمه نیز به بیان ادویه سته کثیر المنفعت مثل: پادزهر، مومیایی، چوب چینی، چای، قهوه و تنباکو پرداخته می‌شود.

## بخش‌های کتاب
مقدمه: مشتمل بر چهار فائده (۱. علامات تصحیح اعراب، ۲. در بیان علامات زبان هر دیار، ۳. تحقیق طبایع و درجات آن، ۴. بیان مختار و شربت و مصلح بدل و دواء و علامات آن)؛
نتیجه: در ذکر الفاظ دوا به طریق ابتث و بیان علامات آن؛
خاتمه: در بیان ادویه سته کثیرالمنفعه که در کتب قدما کثیر است ذکر آن‌ها چون پادزهر، مومیایى، چوب چینى، چاى، قهوه و تنباکو.